# Boston Legal/Episodenliste
Diese Episodenliste enthält alle Episoden der US-amerikanischen Fernsehserie Boston Legal, sortiert nach der US-amerikanischen Erstausstrahlung. Zwischen 2004 und 2008 entstanden fünf Staffeln mit insgesamt 101 Episoden.

## Übersicht
| Staffel | Episodenanzahl | Erstausstrahlung USA | Erstausstrahlung USA | Deutschsprachige Erstausstrahlung | Deutschsprachige Erstausstrahlung |
| Staffel | Episodenanzahl | Staffelpremiere      | Staffelfinale        | Staffelpremiere                   | Staffelfinale                     |
| ------- | -------------- | -------------------- | -------------------- | --------------------------------- | --------------------------------- |
| 1       | 17             | 3. Oktober 2004      | 20. März 2005        | 27. September 2006                | 17. Januar 2007                   |
| 2       | 27             | 27. September 2005   | 16. Mai 2006         | 24. Januar 2007                   | 1. August 2007                    |
| 3       | 24             | 19. September 2006   | 29. Mai 2007         | 8. August 2007                    | 23. Januar 2008                   |
| 4       | 20             | 25. September 2007   | 21. Mai 2008         | 5. Oktober 2009                   | 15. Februar 2010                  |
| 5       | 13             | 22. September 2008   | 8. Dezember 2008     | 22. Februar 2010                  | 7. Juni 2010                      |

## Staffel 1
Die Erstausstrahlung der ersten Staffel war vom 3. Oktober 2004 bis 20. März 2005 auf dem amerikanischen Sender ABC zu sehen. Die deutschsprachige Erstausstrahlung sendete der deutsche Free-TV-Sender VOX vom 27. September 2006 bis zum 17. Januar 2007.
| Nr. (ges.) | Nr. (St.) | Deutscher Titel       | Originaltitel                     | Erstausstrahlung USA | Deutschsprachige Erstausstrahlung (D) | Regie                      | Drehbuch                                                                 |
| ---------- | --------- | --------------------- | --------------------------------- | -------------------- | ------------------------------------- | -------------------------- | ------------------------------------------------------------------------ |
| 1          | 1         | Revierkämpfe          | Head Cases                        | 3. Okt. 2004         | 27. Sep. 2006                         | Bill D'Elia                | Scott Kaufer, Jeff Rake & David E. Kelley                                |
| 2          | 2         | Durchgedreht          | Still Crazy After All These Years | 10. Okt. 2004        | 4. Okt. 2006                          | Charles Haid               | Kerry Ehrin & David E. Kelley                                            |
| 3          | 3         | Vertrauter Feind      | Catch and Release                 | 17. Okt. 2004        | 11. Okt. 2006                         | Daniel Attias              | David E. Kelley & Peter Ocko                                             |
| 4          | 4         | Anwalt entlaufen!     | Change of Course                  | 24. Okt. 2004        | 18. Sep. 2006                         | Ron Underwood              | Handlung: David E. Kelley & Jonathan Shapiro Schauspiel: David E. Kelley |
| 5          | 5         | Schlag auf Schlag     | An Eye for an Eye                 | 31. Okt. 2004        | 25. Okt. 2006                         | Mike Listo                 | Jeff Rake & David E. Kelley                                              |
| 6          | 6         | Bis auf's Blut        | Truth Be Told                     | 7. Nov. 2004         | 1. Nov. 2006                          | Tucker Gates               | Scott Kaufer                                                             |
| 7          | 7         | Tief getroffen        | Questionable Characters           | 21. Nov. 2004        | 8. Nov. 2006                          | Mel Damski                 | Lukas Reiter                                                             |
| 8          | 8         | Schweigen ist Gold    | Loose Lips                        | 28. Nov. 2004        | 15. Nov. 2006                         | Jeannot Szwarc             | Jonathan Shapiro & David E. Kelley                                       |
| 9          | 9         | Bittere Pillen        | A Greater Good                    | 12. Dez. 2004        | 22. Nov. 2006                         | Arlene Sanford             | Peter Ocko                                                               |
| 10         | 10        | In flagranti          | Hired Guns                        | 19. Dez. 2004        | 29. Nov. 2006                         | Dennis Smith               | David E. Kelley                                                          |
| 11         | 11        | Schmidt Happens       | Schmidt Happens                   | 9. Jan. 2005         | 6. Dez. 2006                          | Allison Liddi              | David E. Kelley                                                          |
| 12         | 12        | Alte Schule           | From Whence We Came               | 16. Jan. 2005        | 13. Dez. 2006                         | Mike Listo                 | David E. Kelley                                                          |
| 13         | 13        | Dicke Luft            | It Girls and Beyond               | 23. Jan. 2005        | 20. Dez. 2006                         | Mike Listo                 | Jonathan Shapiro & David E. Kelley                                       |
| 14         | 14        | Ein Mann sieht rot    | Til We Meat Again                 | 13. Feb. 2005        | 26. Dez. 2006                         | Bill D'Elia                | David E. Kelley                                                          |
| 15         | 15        | Im Eifer des Gefechts | Tortured Souls                    | 20. Feb. 2005        | 3. Jan. 2007                          | Jeff Bleckner              | David E. Kelley                                                          |
| 16         | 16        | Auf Eis gelegt        | Let Sales Ring                    | 13. März 2005        | 10. Jan. 2007                         | Hubert C. de la Bouillerie | David E. Kelley                                                          |
| 17         | 17        | Auf Leben und Tod     | Death Be Not Proud                | 20. März 2005        | 17. Jan. 2007                         | Matt Shakman               | David E. Kelley & Jonathan Shapiro                                       |

## Staffel 2
Die Erstausstrahlung der zweiten Staffel war vom 27. September 2005 bis 16. Mai 2006 auf dem amerikanischen Sender ABC zu sehen. Die deutschsprachige Erstausstrahlung sendete der deutsche Free-TV-Sender VOX vom 24. Januar bis zum 1. August 2007.
| Nr. (ges.) | Nr. (St.) | Deutscher Titel    | Originaltitel               | Erstausstrahlung USA | Deutschsprachige Erstausstrahlung (D) | Regie          | Drehbuch |
| ---------- | --------- | ------------------ | --------------------------- | -------------------- | ------------------------------------- | -------------- | --- |
| 18         | 1         | Die Schwarze Witwe | The Black Widow             | 27. Sep. 2005        | 24. Jan. 2007                         | Oz Scott       | David E. Kelley                                                                                                |
| 19         | 2         | Schadenfreude      | Schadenfreude               | 4. Okt. 2005         | 31. Jan. 2007                         | Arlene Sanford | David E. Kelley                                                                                                |
| 20         | 3         | Natur Pur          | Finding Nimmo               | 11. Okt. 2005        | 7. Feb. 2007                          | Mike Listo     | David E. Kelley                                                                                                |
| 21         | 4         | Schnüffeleien      | A Whiff and a Prayer        | 18. Okt. 2005        | 14. Feb. 2007                         | Bill D'Elia    | David E. Kelley                                                                                                |
| 22         | 5         | Unsittlich         | Men to Boys                 | 25. Okt. 2005        | 21. Feb. 2007                         | Mike Listo     | David E. Kelley                                                                                                |
| 23         | 6         | Halloween          | Witches of Mass Destruction | 1. Nov. 2005         | 28. Feb. 2007                         | James Bagdonas | Lawrence Broch, Andrew Kreisberg & Michael Reisz                                                               |
| 24         | 7         | Letzter Ausweg     | Truly, Madly, Deeply        | 8. Nov. 2005         | 7. März 2007                          | Stephen Cragg  | David E. Kelley                                                                                                |
| 25         | 8         | Dicke Lippe        | The Ass Fat Jungle          | 15. Nov. 2005        | 14. März 2007                         | Ron Underwood  | Janet Leahy & Phoef Sutton                                                                                     |
| 26         | 9         | Unter Beschuss     | Gone                        | 6. Dez. 2005         | 21. März 2007                         | Mel Damski     | Handlung: David E. Kelley & Jonathan Shapiro Schauspiel: David E. Kelley                                       |
| 27         | 10        | Allerhand          | Legal Deficits              | 13. Dez. 2005        | 28. März 2007                         | Mike Listo     | David E. Kelley & Lawrence Broch                                                                               |
| 28         | 11        | Partnersuche       | The Cancer Man Can          | 10. Jan. 2006        | 4. Apr. 2007                          | Lou Antonio    | Janet Leahy & Michael Reisz                                                                                    |
| 29         | 12        | Im Alleingang      | Helping Hands               | 17. Jan. 2006        | 11. Apr. 2007                         | Bill D'Elia    | Phoef Sutton & Andrew Kreisberg                                                                                |
| 30         | 13        | Schutzlos          | Too Much Information        | 24. Jan. 2006        | 18. Apr. 2007                         | Steve Robin    | Andrew Kreisberg & Lawrence Broch                                                                              |
| 31         | 14        | Ansichtssache      | Breast in Show              | 7. Feb. 2006         | 25. Apr. 2007                         | Arlene Sanford | Phoef Sutton & Michael Reisz                                                                                   |
| 32         | 15        | Schlecht Behandelt | Smile                       | 14. Feb. 2006        | 2. Mai 2007                           | Bob Yannetti   | Corinne Brinkerhoff                                                                                            |
| 33         | 16        | Pakt mit dem Tod   | Live Big                    | 21. Feb. 2006        | 9. Mai 2007                           | Bill D'Elia    | David E. Kelley                                                                                                |
| 34         | 17        | Feurige Hochzeit   | …There's Fire!              | 28. Feb. 2006        | 16. Mai 2007                          | Mike Listo     | Janet Leahy & Lawrence Broch                                                                                   |
| 35         | 18        | Schocktherapie     | Shock and Oww!              | 7. März 2006         | 30. Mai 2007                          | Jeff Bleckner  | Phoef Sutton, Sanford Golden & Karen Wyscarver                                                                 |
| 36         | 19        | Verzettelt         | Stick It                    | 14. März 2006        | 6. Juni 2007                          | Adam Arkin     | David E. Kelley & Janet Leahy                                                                                  |
| 37         | 20        | Sündhaft Teuer     | Chitty Chitty Bang Bang     | 21. März 2006        | 13. Juni 2007                         | Ellie Kanner   | Handlung: Janet Leahy, Phoef Sutton, Sanford Golden & Karen Wyscarver Schauspiel: Janet Leahy & Lawrence Broch |
| 38         | 21        | Ohne Worte         | Word Salad Days             | 28. März 2006        | 20. Juni 2007                         | Jeannot Szwarc | Michael Reisz, Sanford Golden & Karen Wyscarver                                                                |
| 39         | 22        | Treuegarantie      | Ivan The Incorrigible       | 18. Apr. 2006        | 27. Juni 2007                         | Bob Yannetti   | Phoef Sutton & Andrew Kreisberg                                                                                |
| 40         | 23        | Kuss und Schuss    | Race Ipsa                   | 25. Apr. 2006        | 4. Juli 2007                          | Lou Antonio    | David E. Kelley                                                                                                |
| 41         | 24        | Verrückt Zurück    | Deep End of The Poole       | 2. Mai 2006          | 11. Juli 2007                         | Jeff Bleckner  | Michael Reisz & Andrew Kreisberg                                                                               |
| 42         | 25        | Zickenalarm        | Squid Pro Quo               | 9. Mai 2006          | 18. Juli 2007                         | James Bagdonas | Janet Leahy & Lawrence Broch                                                                                   |
| 43         | 26        | Frühlingsgefühle   | Spring Fever                | 16. Mai 2006         | 25. Juli 2007                         | Mike Listo     | Handlung: Courtney Flavin, Janet Leahy & Andrew Kreisberg Schauspiel: Janet Leahy & Andrew Kreisberg           |
| 44         | 27        | Anträge            | BL-Los Angeles              | 16. Mai 2006         | 1. Aug. 2007                          | Bill D'Elia    | Lawrence Broch & Michael Reisz                                                                                 |

## Staffel 3
Die Erstausstrahlung der dritten Staffel war vom 19. September 2006 bis 29. Mai 2007 auf dem amerikanischen Sender ABC zu sehen. Die deutschsprachige Erstausstrahlung sendete der deutsche Free-TV-Sender VOX vom 8. August 2007 bis zum 23. Januar 2008.
| Nr. (ges.) | Nr. (St.) | Deutscher Titel          | Originaltitel               | Erstausstrahlung USA | Deutschsprachige Erstausstrahlung (D) | Regie            | Drehbuch                                                                                                |
| ---------- | --------- | ------------------------ | --------------------------- | -------------------- | ------------------------------------- | ---------------- | --- |
| 45         | 1         | Puppenspieler            | Can't We All Get a Lung?    | 19. Sep. 2006        | 8. Aug. 2007                          | Mike Listo       | David E. Kelley & Corinne Brinkerhoff                                                                   |
| 46         | 2         | Größenwahn               | New Kids on the Block       | 26. Sep. 2006        | 15. Aug. 2007                         | Bill D'Elia      | David E. Kelley                                                                                         |
| 47         | 3         | Rosenkrieg               | Desperately Seeking Shirley | 3. Okt. 2006         | 22. Aug. 2007                         | James Bagdonas   | David E. Kelley & Janet Leahy                                                                           |
| 48         | 4         | Knockout                 | Fine Young Cannibal         | 10. Okt. 2006        | 30. Aug. 2007                         | Bob Yannetti     | David E. Kelley & Susan Dickes                                                                          |
| 49         | 5         | Schlammschlacht          | Whose God Is It Anyway?     | 17. Okt. 2006        | 5. Sep. 2007                          | Lou Antonio      | David E. Kelley                                                                                         |
| 50         | 6         | Das Urteil               | The Verdict                 | 24. Okt. 2006        | 12. Sep. 2007                         | Jeff Bleckner    | David E. Kelley                                                                                         |
| 51         | 7         | Vom Winde verweht        | Trick or Treat              | 31. Okt. 2006        | 19. Sep. 2007                         | Mike Listo       | David E. Kelley & Lawrence Broch                                                                        |
| 52         | 8         | Schlagende Argumente     | Lincoln                     | 26. Nov. 2006        | 26. Sep. 2007                         | Steve Robin      | David E. Kelley                                                                                         |
| 53         | 9         | Auf der Kippe            | On the Ledge                | 28. Nov. 2006        | 3. Okt. 2007                          | Bill D'Elia      | David E. Kelley                                                                                         |
| 54         | 10        | Partykracher             | The Nutcrackers             | 5. Dez. 2006         | 10. Okt. 2007                         | John Terlesky    | David E. Kelley & Sanford Golden                                                                        |
| 55         | 11        | Todesengel               | Angel of Death              | 9. Jan. 2007         | 17. Okt. 2007                         | Tom Verica       | David E. Kelley & Janet Leahy                                                                           |
| 56         | 12        | Denny macht Terror       | Nuts                        | 16. Jan. 2007        | 24. Okt. 2007                         | Adam Arkin       | Andrew Kreisberg, Janet Leahy & David E. Kelley                                                         |
| 57         | 13        | Bella Blue               | Dumping Bella               | 30. Jan. 2007        | 31. Okt. 2007                         | Eric Stoltz      | Handlung: Michael Reisz, Sandford Golden, Karen Wyscarver & David E. Kelley Schauspiel: David E. Kelley |
| 58         | 14        | Sex liegt in der Luft    | Selling Sickness            | 6. Feb. 2007         | 7. Nov. 2007                          | Andrew Bernstein | Corinne Brinkerhoff & Andrew Kreisberg                                                                  |
| 59         | 15        | Fettverbrennung          | Fat Burner                  | 13. Feb. 2007        | 14. Nov. 2007                         | Steve Robin      | Janet Leahy & Michael Reisz                                                                             |
| 60         | 16        | Nicht von dieser Welt    | The Good Lawyer             | 20. Feb. 2007        | 21. Nov. 2007                         | Michael Pressman | Handlung: David E. Kelley & Michael Reisz Schauspiel: David E. Kelley                                   |
| 61         | 17        | Ganz in Rot              | The Bride Wore Blood        | 20. März 2007        | 29. Nov. 2007                         | Mike Listo       | David E. Kelley & Susan Dickes                                                                          |
| 62         | 18        | Geisel der Vergangenheit | Son of the Defender         | 3. Apr. 2007         | 5. Dez. 2007                          | Bill D'Elia      | David E. Kelley & Phoef Sutton                                                                          |
| 63         | 19        | Geheime Kräfte           | Brotherly Love              | 10. Apr. 2007        | 12. Dez. 2007                         | Bob Yannetti     | David E. Kelley                                                                                         |
| 64         | 20        | Puppen vor Gericht       | Guise N' Dolls              | 24. Apr. 2007        | 19. Dez. 2007                         | John Terlesky    | Sanford Golden, David E. Kelley & Karen Wyscarver                                                       |
| 65         | 21        | Die Wunderheilung        | Tea and Sympathy            | 1. Mai 2007          | 2. Jan. 2008                          | Jeff Bleckner    | Sanford Golden, Brooke Roberts & Karen Wyscarver                                                        |
| 66         | 22        | Hose runter              | Guantanamo by the Bay       | 8. Mai 2007          | 9. Jan. 2008                          | James Bagdonas   | David E. Kelley                                                                                         |
| 67         | 23        | Ente gut, alles gut      | Duck and Cover              | 15. Mai 2007         | 16. Jan. 2008                         | Mike Listo       | Susan Dickes & Michael Reisz                                                                            |
| 68         | 24        | Nichts geht mehr         | Trial of the Century        | 29. Mai 2007         | 23. Jan. 2008                         | Bill D'Elia      | David E. Kelley & Corinne Brinkerhoff                                                                   |

## Staffel 4
Die Erstausstrahlung der vierten Staffel war vom 25. September 2007 bis 21. Mai 2008 auf dem amerikanischen Sender ABC zu sehen. Die deutschsprachige Erstausstrahlung sendete der deutsche Free-TV-Sender VOX vom 5. Oktober 2009 bis zum 15. Februar 2010.
| Nr. (ges.) | Nr. (St.) | Deutscher Titel        | Originaltitel              | Erstausstrahlung USA | Deutschsprachige Erstausstrahlung (D) | Regie              | Drehbuch                                                                                                |
| ---------- | --------- | ---------------------- | -------------------------- | -------------------- | ------------------------------------- | ------------------ | --- |
| 69         | 1         | Die Neue und das Biest | Beauty and the Beast       | 25. Sep. 2007        | 5. Okt. 2009                          | Bill D'Elia        | David E. Kelley                                                                                         |
| 70         | 2         | Berechtigte Zweifel    | The Innocent Man           | 2. Okt. 2007         | 12. Okt. 2009                         | Mike Listo         | David E. Kelley & Susan Dickes                                                                          |
| 71         | 3         | Hahnenkämpfe           | The Chicken and the Leg    | 9. Okt. 2007         | 19. Okt. 2009                         | James Bagdonas     | David E. Kelley & Lawrence Broch                                                                        |
| 72         | 4         | Wortsalat              | Do Tell                    | 16. Okt. 2007        | 26. Okt. 2009                         | Steve Robin        | Phoef Sutton, Lawrence Broch & David E. Kelley                                                          |
| 73         | 5         | Racheengel             | Hope and Gory              | 30. Okt. 2007        | 2. Nov. 2009                          | Bob Yannetti       | David E. Kelley                                                                                         |
| 74         | 6         | Objekt der Begierde    | The Object of My Affection | 6. Nov. 2007         | 9. Nov. 2009                          | Eric Stoltz        | David E. Kelley & Corinne Brinkerhoff                                                                   |
| 75         | 7         | Fettnapf               | Attack of the Xenophobes   | 13. Nov. 2007        | 16. Nov. 2009                         | John Terlesky      | David E. Kelley & Craig Turk                                                                            |
| 76         | 8         | Schwer bekömmlich      | Oral Contracts             | 4. Dez. 2007         | 23. Nov. 2009                         | Mike Listo         | David E. Kelley                                                                                         |
| 77         | 9         | Gehirnmangel           | No Brains Left Behind      | 11. Dez. 2007        | 30. Nov. 2009                         | Stephen Cragg      | Lawrence Broch, Susan Dickes & David E. Kelley                                                          |
| 78         | 10        | Grüne Weihnachten      | Green Christmas            | 18. Dez. 2007        | 7. Dez. 2009                          | Lou Antonio        | David E. Kelley, Craig Turk, Sanford Golden & Karen Wyscarver                                           |
| 79         | 11        | Stolperfalle           | Mad About You              | 15. Jan. 2008        | 14. Dez. 2009                         | Tom Verica         | David E. Kelley & Lawrence Broch                                                                        |
| 80         | 12        | Samenraub              | Roe v. Wade: The Musical   | 22. Jan. 2008        | 21. Dez. 2009                         | Steve Robin        | Handlung: David E. Kelley, Susan Dickes & Jill Goldsmith Schauspiel: David E. Kelley & Susan Dickes     |
| 81         | 13        | Der Nächste, bitte!    | Glow In The Dark           | 12. Feb. 2008        | 28. Dez. 2009                         | Vondie Curtis Hall | David E. Kelley & Lawrence Broch                                                                        |
| 82         | 14        | Baden gegangen         | Rescue Me                  | 19. Feb. 2008        | 4. Jan. 2010                          | Mike Listo         | David E. Kelley, Corinne Brinkerhoff & Susan Dickes                                                     |
| 83         | 15        | Liebe oder Leben       | Tabloid Nation             | 8. Apr. 2008         | 11. Jan. 2010                         | Bill D'Elia        | David E. Kelley                                                                                         |
| 84         | 16        | Bombenstimmung         | The Mighty Rogues          | 15. Apr. 2008        | 18. Jan. 2010                         | Arlene Sanford     | Handlung: David E. Kelley, Lawrence Broch & Jill Goldsmith Schauspiel: David E. Kelley & Lawrence Broch |
| 85         | 17        | Höhepunkt              | The Court Supreme          | 22. Apr. 2008        | 25. Jan. 2010                         | Bob Yannetti       | David E. Kelley & Jonathan Shapiro                                                                      |
| 86         | 18        | Fleischeslust          | Indecent Proposals         | 30. Apr. 2008        | 1. Feb. 2010                          | Mike Listo         | Craig Turk, Jill Goldsmith & David E. Kelley                                                            |
| 87         | 19        | Denny for President    | The Gods Must Be Crazy     | 14. Mai 2008         | 8. Feb. 2010                          | Jeff Bleckner      | David E. Kelley & Jill Goldsmith                                                                        |
| 88         | 20        | Bruderkrieg            | Patriot Acts               | 21. Mai 2008         | 15. Feb. 2010                         | Bill D'Elia        | David E. Kelley, Jonathan Shapiro, Sanford Golden & Karen Wyscarver                                     |

## Staffel 5
Die Erstausstrahlung der fünften Staffel war vom 22. September bis 8. Dezember 2008 auf dem amerikanischen Sender ABC zu sehen. Die deutschsprachige Erstausstrahlung sendete der deutsche Free-TV-Sender VOX vom 22. Februar bis zum 7. Juni 2010.
| Nr. (ges.) | Nr. (St.) | Deutscher Titel      | Originaltitel             | Erstausstrahlung USA | Deutschsprachige Erstausstrahlung (D) | Regie           | Drehbuch                                                                               |
| ---------- | --------- | -------------------- | ------------------------- | -------------------- | ------------------------------------- | --------------- | -------------------------------------------------------------------------------------- |
| 89         | 1         | Rauchzeichen         | Smoke Signals             | 22. Sep. 2008        | 22. Feb. 2010                         | Bill D'Elia     | David E. Kelley                                                                        |
| 90         | 2         | Überdosis            | Guardians and Gatekeepers | 29. Sep. 2008        | 1. März 2010                          | Mike Listo      | Corinne Brinkerhoff, Sanford Golden, Karen Wyscarver & David E. Kelley                 |
| 91         | 3         | Jagdsaison           | Dances With Wolves        | 6. Okt. 2008         | 8. März 2010                          | James Bagdonas  | David E. Kelley & Susan Dickes                                                         |
| 92         | 4         | Mitten ins Herz      | True Love                 | 13. Okt. 2008        | 15. März 2010                         | Steve Robin     | David E. Kelley                                                                        |
| 93         | 5         | Geschwisterliebe     | The Bad Seed              | 20. Okt. 2008        | 22. März 2010                         | Bob Yannetti    | Lawrence Broch, Susan Dickes & David E. Kelley                                         |
| 94         | 6         | Wild im Westen       | Happy Trails              | 27. Okt. 2008        | 29. März 2010                         | Mike Listo      | David E. Kelley & Corrine Brinkerhoff                                                  |
| 95         | 7         | Rinderwahn           | Mad Cows                  | 3. Nov. 2008         | 12. Apr. 2010                         | Steve Robin     | David E. Kelley                                                                        |
| 96         | 8         | Glaubenskrieg        | Roe                       | 10. Nov. 2008        | 26. Apr. 2010                         | Bill D'Elia     | Handlung: David E. Kelley & Amanda Johns Schauspiel: David E. Kelley                   |
| 97         | 9         | Hinrichtung          | Kill, Baby, Kill          | 17. Nov. 2008        | 3. Mai 2010                           | Bob Yannetti    | Lawrence Broch & David E. Kelley                                                       |
| 98         | 10        | Thanksgiving         | Thanksgiving              | 24. Nov. 2008        | 10. Mai 2010                          | Mike Listo      | David E. Kelley                                                                        |
| 99         | 11        | Auf Droge            | Juiced                    | 1. Dez. 2008         | 17. Mai 2010                          | Michael Lohmann | Corinne Brinkerhoff & David E. Kelley                                                  |
| 100        | 12        | Feindliche Übernahme | Made In China             | 8. Dez. 2008         | 31. Mai 2010                          | Bill D'Elia     | Handlung: David E. Kelley, Susan Dickes & Lauren MacKenzie Schauspiel: David E. Kelley |
| 101        | 13        | Kuss und Schluss     | Last Call                 | 8. Dez. 2008         | 7. Juni 2010                          | Bill D'Elia     | Handlung: David E. Kelley & Susan Dickes Schauspiel: David E. Kelley                   |